# تواصل جانبي
التواصل الجانبي هو تبادل المعلومات والأفكار أو المشاعر بين الأفراد في المجتمع أو المنظمات، حيث يكون الأفراد على نفس المستوى الهرمي تقريبًا. يهدف هذا النوع من التواصل إلى تنسيق الأنشطة والجهود لتحقيق أهداف مشتركة.

## أمثلة في الكائنات الحية
يظهر التواصل الجانبي في الكائنات الحية من خلال الذكاء الجماعي، ومن أبرز الأمثلة على ذلك:
- يحافظ جميع المشاركين في قطيع من الطيور أو مجموعة من الأسماك على مواقعهم النسبية أو يغيرون اتجاههم في وقت واحد بسبب الاتصال الجانبي.[1]
- ينسق النمل والنمل الأبيض والنحل عن طريق التواصل الجانبي، والذي يتوسط في حالة النمل والنمل الأبيض، على سبيل المثال، من خلال مسارات الرائحة.[2] البنية المادية الناتجة هي خاصية ناشئة للكيانات الفردية.
- تتواصل المستعمرات البكتيرية مع بعضها البعض، وتنسق، على سبيل المثال، الهجوم، أو إنتاج الوحل باستخدام الاتصال الجانبي القائم على الرسائل الكيميائية، بحيث يمكنهم كمجموعة اكتشاف عدد الزملاء القريبين وما إذا كان من المحتمل أن يطغوا على الهدف.
- تشكل خلايا جهاز تنظيم ضربات القلب في القلب، جهاز تنظيم ضربات القلب مجموعة صغيرة؛ تكتسح الاتصالات الجانبية الخلايا، بشكل يشبه إلى حد كبير الموجة المكسيكية، كموجة دائرية ثلاثية الأبعاد، تنقل إشارات الانكماش إلى القلب بأكمله.
- مع العفن الغروي، يمكن لملايين المخلوقات الفردية الشبيهة بالأميبا أن تنتشر وترعى سطح الورقة. عندما تتغير الظروف، تتركز الأميبا وتشكل مخلوقًا يشبه البزاق يمكنه الانتقال قبل تكوين جسم بوغي وإطلاق جراثيم فردية.
- يتم التوسط في موضع ونوع الخلايا البشرية عن طريق الاتصال الجانبي.
- المعنى: -الاتصال الجانبي يتضمن التواصل عبر سلاسل القيادة. يسهل التنسيق بين الإدارات. ربما يحدث ذلك لأن الناس يفضلون التواصل الجانبي غير الرسمي على التواصل الرسمي من الأسفل إلى الأعلى. أولئك الذين يشاركون بنشاط في الاتصال الجانبي يُطلق عليهم اسم "مفكات الحدود". وبما أن "امتداد الحدود" يسمح بتراكم كميات هائلة من المعلومات، فإن هؤلاء الأشخاص يتمتعون بقوة هائلة ويتمتعون بمكانة أكبر من خلال التصفية والتواصل مع الآخرين.

## منظمات ومجتمعات
تقوم المجتمعات بتوصيل المعرفة الجماعية وتخزينها من خلال الاتصال الجانبي، وهو عنصر أساسي في نجاح التسلسلات الهرمية، من خلال التعويض عن الأخطاء في تدفقات المعلومات الرأسية.
في المنظمة، الاتصال الجانبي هو التواصل بين مختلف الأفراد/الإدارات على نفس المستوى التنظيمي. يمكن استخدام مصطلح الاتصال الجانبي بالتبادل مع الاتصال الأفقي. في نصه المعنون "الاتصال التنظيمي"، يعرّف مايكل جي بابا الاتصال الأفقي بأنه "تدفق الرسائل عبر المجالات الوظيفية على مستوى معين من المنظمة". الأشخاص على نفس المستوى "يتواصلون مباشرة دون المرور عبر عدة مستويات من التنظيم". ونظرًا لهذه المرونة، يتمتع أعضاء المنظمة بوقت أسهل في "حل المشكلات ومشاركة المعلومات عبر مجموعات العمل المختلفة وتنسيق المهام بين الأقسام أو فرق المشروع". إن استخدام التواصل الأفقي أو الأفقي في مكان العمل "يمكن أن يؤدي أيضًا إلى تعزيز الروح المعنوية وتوفير وسيلة لحل النزاعات.
وأكدت أبحاث أخرى أن "الاتصال الجانبي لا يشمل فقط حركة المعلومات من المستويات العليا إلى المستويات الأدنى من التسلسل الهرمي التنظيمي، بل يتم تعريفه أيضًا في المقام الأول على أنه جودة تبادل المعلومات بين الأقران في المستويات المماثلة. وعلى وجه التحديد، يحدث التواصل الجانبي بين زملاء العمل"، خلال اجتماعات الموظفين والعروض التقديمية الإعلامية، طوال تغييرات المناوبات، وبين الموظفين بغض النظر عن أنواع الأقران. باختصار، الغرض من الاتصال الجانبي هو إبقاء موظفي المنظمة على اطلاع بجميع الممارسات والسياسات والإجراءات الحالية".
"يتضمن التواصل الفعال أفقيًا تبادل المعلومات بين جميع أعضاء المنظمة. وفي حين أننا قد نتصور أن المعلومات التنظيمية تتدفق عموديًا أو من الأعلى إلى الأسفل، إلا أن المعلومات تتحرك في الواقع أفقيًا. وبعبارة أخرى، عندما يتم توصيل توجيهات المعلومات من أعلى إلى أعلى إلى موقع أدنى في التسلسل الهرمي، يجب على الأقران في كل مستوى هرمي تفسير هذه التوجيهات وتوصيلها بسرعة بين أقرانهم في مستويات هرمية مماثلة. وبالتالي، من الأهمية بمكان أن تفهم المنظمة هيكلها وثقافتها، وهما المحددان الرئيسيان من جودة الاتصال الجانبي."

## جودة: هيكل وثقافة

### بناء
الهيكل الآلي - "يؤكد الهيكل التنظيمي الآلي أو الهرمي على التخصص في المنصب. وتشمل الأمثلة الرعاية الصحية والمنظمات الحكومية حيث يتم توصيل المعلومات على أساس سلسلة من الأوامر. هذا النوع من الهيكل التنظيمي لا يفضي إلى التواصل الجانبي، بل في الواقع، يثبطه. وبما أن التوجيه والتنسيق يتم تحقيقه من خلال المستويات الهرمية العليا، فإن تبادل المعلومات بين الأقران يكون محدودًا. وبشكل عام، يعزز الهيكل الآلي الاتصال الرأسي أو الاتصال من أعلى إلى أسفل مع المواءمة الصارمة ووحدة القيادة داخل المنظم".
الهيكل العضوي – "يتم بناء الهيكل التنظيمي العضوي على مفهوم ريادة الأعمال. هنا، تكون القرارات المتخذة لا مركزية ومنسقة عن طريق التعديل المتبادل بدلاً من القيادة والسيطرة. وتشمل الأمثلة شركة صغيرة أو منشأة تصنيع حيث يتم تعزيز الاتصال على جميع مستويات يتيح هذا الهيكل التنظيمي قدرًا أكبر من الاستقلالية، ويعزز المبادرة الفردية، ويسمح للموظفين بالمشاركة في عملية صنع القرار وبالتالي تمكين عملية صنع القرار للموظفين من المساهمة في الأهداف التنظيمية أو الانتقاص منها.باختصار، يمكن للهيكل التنظيمي العضوي أن تشجيع وتسهيل التواصل الجانبي".

## ثقافة
"تشير الثقافة التنظيمية إلى الرؤى والقيم والمعتقدات والأهداف والممارسات المشتركة للمنظمة (جيلسدورف، 1998). لقد ربط ديلز وكينيدي (1982) الثقافة بالتواصل الفعال. تؤدي الثقافات القوية والتواصل الفعال إلى موظفين أكثر إنتاجية بسبب إنهم يعرفون بالضبط ما هو المتوقع منهم في البيئات التنظيمية. وقد أشار جيلسدورف (1998) إلى أنه كلما زاد عدد الموظفين الذين يدركون ثقافة تنظيمية إيجابية أو قوية، كلما كانوا أكثر إنتاجية. وأكد بول (1985) أن جودة الاتصال في المنظمة هي يمكن تلخيصها في ثقافتها. في كثير من الحالات، يمكن للثقافة أو المناخ التنظيمي الإيجابي القوي أن يشجع الموظفين على التواصل بشكل فعال بشكل جانبي عند مشاركة الإنجازات وخيبات الأمل. وبالتالي، كما أكد كومر (1991)، يجب على المديرين تشجيع الموظفين بنشاط على التواصل بشكل فعال بشكل جانبي مع أقرانهم. وباختصار، يسمح التواصل الجانبي بروح التعاون والعمل الجماعي من خلال تمكين الموظفين على كل مستوى من التسلسل الهرمي التنظيمي من العمل بفعالية معًا (انظر على سبيل المثال، Thamara, 2000)". يتضمن الاتصال الجانبي التواصل عبر سلاسل القيادة. يسهل التنسيق بين الإدارات. ربما يحدث ذلك لأن الناس يفضلون التواصل الجانبي غير الرسمي على التواصل الرسمي من الأسفل إلى الأعلى. أولئك الذين يشاركون بنشاط في الاتصال الجانبي يُطلق عليهم اسم "مفكات الحدود". وبما أن "امتداد الحدود" يسمح بتراكم كميات هائلة من المعلومات، فإن هؤلاء الأشخاص يتمتعون بقوة هائلة ويتمتعون بمكانة أكبر من خلال التصفية والتواصل مع الآخرين.

## تحديات
على الرغم من أن التواصل الجانبي يمكن أن يكون فعالًا، وفقًا لبابا، فإن "مشاكل الاتصال الأفقي تحدث بسبب الإقليمية، والتنافس، والتخصص، والافتقار البسيط إلى الحافز". بالإضافة إلى هذه المشاكل وبشكل عام، "المنظمات التي تعمل تقليديًا في ظل هياكل سلطة صارمة مع خطوط اتصال ثابتة قد تجد أن القيم والتوقعات التي اكتسبها الأعضاء في ظل هذه الأنظمة تمنع محاولات الاتصال الأفقي".
يمكن أن تحدث مشاكل أخرى في هذا الشكل من التواصل بين الشركات متعددة الجنسيات. "يعد الاتصال الأفقي بين الشركات التابعة لنفس الشركة المتعددة الجنسيات (MNC) مشكلة تواجه الموظفين حيث يتم دفع متطلبات التواصل عبر الحدود إلى أسفل في التسلسل الهرمي التنظيمي."

## إقليمية
تحدث الإقليمية غالبًا عندما "يسيطر أعضاء منظمة ما على نشاط متعلق بالمهمة ضمن منطقة قضائية محددة وثابتة" ونتيجة لذلك "يعتبرون مشاركة الآخرين في تلك المنطقة بمثابة تعدي إقليمي". "تقدر الإدارات نفوذها و تسعى جاهدة لحمايته. وقد تتفاقم هذه المشكلة بسبب المنافسات بين الإدارات التي تنشأ من الفوز أو الخسارة في المنافسة على المكافآت والموارد"

## تنافس
يحدث التنافس داخل المنظمات على سبيل المثال عندما تفشل مجموعات مختلفة على مستوى منظمة معينة في التعاون. على سبيل المثال، يعطي بابا مثالاً على "المديرين التنفيذيين للشركات في سلسلة متاجر وطنية" الذين "واجهوا منافسة إقليمية عندما اكتشفوا أن المتاجر المحلية داخل كل منطقة من مناطق المبيعات الرئيسية للشركة رفضت التعاون مع بعضها البعض في ترويج المبيعات". "كانت المتاجر الموجودة في نفس منطقة المبيعات تتنافس فعليًا مع بعضها البعض وكذلك مع سلاسل المتاجر الكبرى الأخرى"

## تخصص
التخصص يمكن أن يمنع التواصل عندما لا يكون لدى المنظمات التوحيد داخل الأقسام. يمكن أن يحدث التخصص ضمن الإجراءات أو المصطلحات المستخدمة من قبل الأقسام المختلفة. على سبيل المثال، عندما "تستخدم التخصصات المختلفة نفس المصطلحات بطرق مختلفة"، فقد يؤدي ذلك إلى حدوث ارتباك وسوء فهم. عندما يحدث هذا، تواجه المؤسسات مشكلة في العمل بشكل صحيح ولا تعمل بسلاسة.

## تحفيز
"غالبًا ما يفشل الاتصال الأفقي ببساطة لأن أعضاء المنظمة غير راغبين في بذل الجهد الإضافي الذي يتطلبه." "قد يتطلب الاتصال الأفقي الاتصال بأشخاص في وحدات بعيدة كل البعد عن وحداتنا. قد تكون قنوات و قواعد التفاعل غير واضحة. نحن لا نعرف هؤلاء الأشخاص حقًا. إن الحاجة إلى التواصل معهم تجعلنا غير مرتاحين أو تستغرق الكثير من الوقت فنتجنبه أو نتجاهله" 

## أنظر أيضا
- وسائل الإعلام المركزية
- الذكاء الجماعي
- تقنية دلفي
- الانتشار الجانبي
- قانون العواقب غير المقصودة
- ينكدين
- المعرفة الضمنية
- حكمة الحشود